# Julianna z Mont Cornillon
Julianna z Mont Cornillon, Julianna z Liège, Juliana z Brabancji (ur. 1193 w Retinne, zm. 5 kwietnia 1258 w Fosses-la-Ville) – belgijska augustianka, święta Kościoła katolickiego. Po wizjach mistycznych zabiegała o ustanowienie Uroczystości Bożego Ciała.

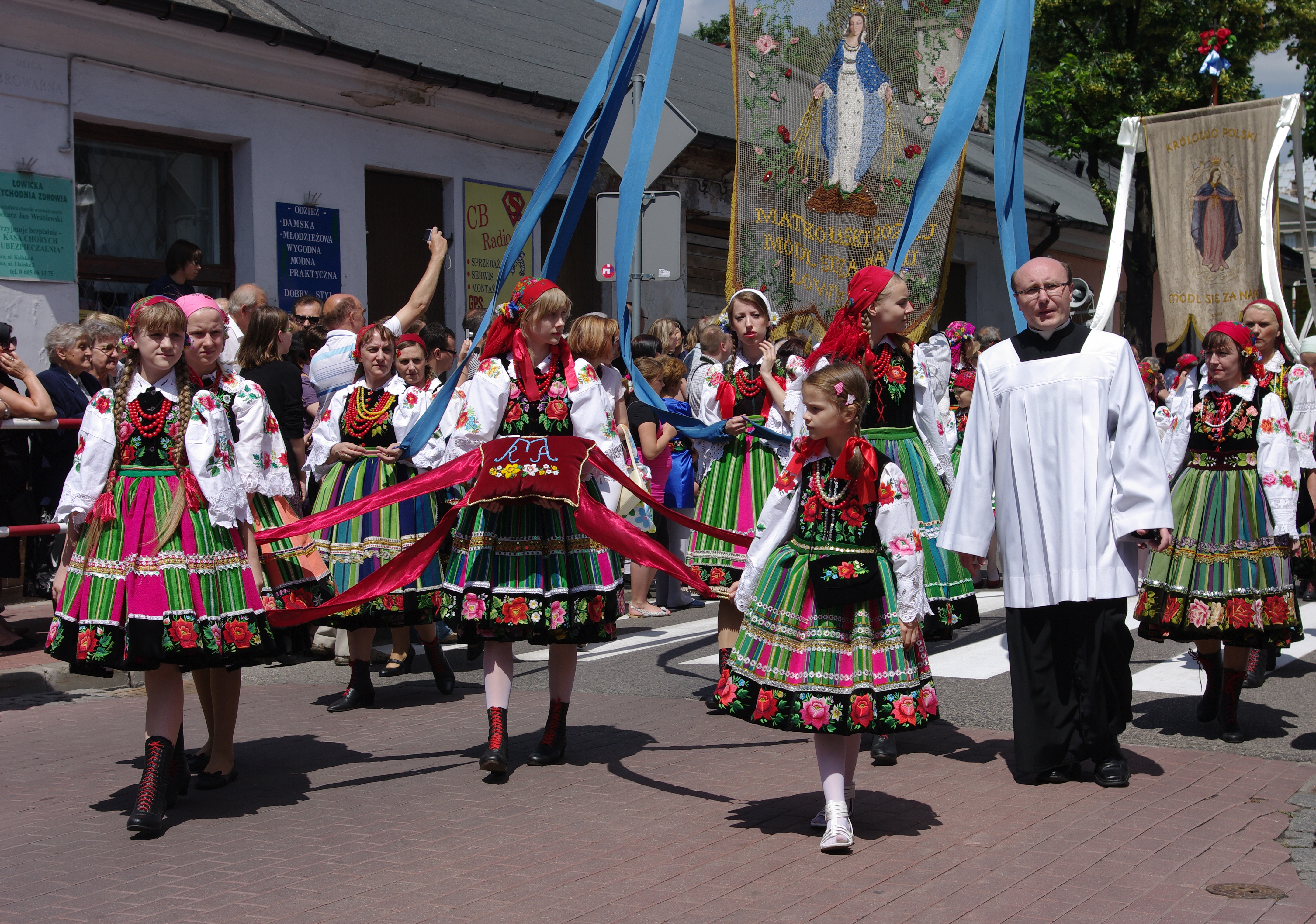
Procesja Bożego Ciała w Łowiczu

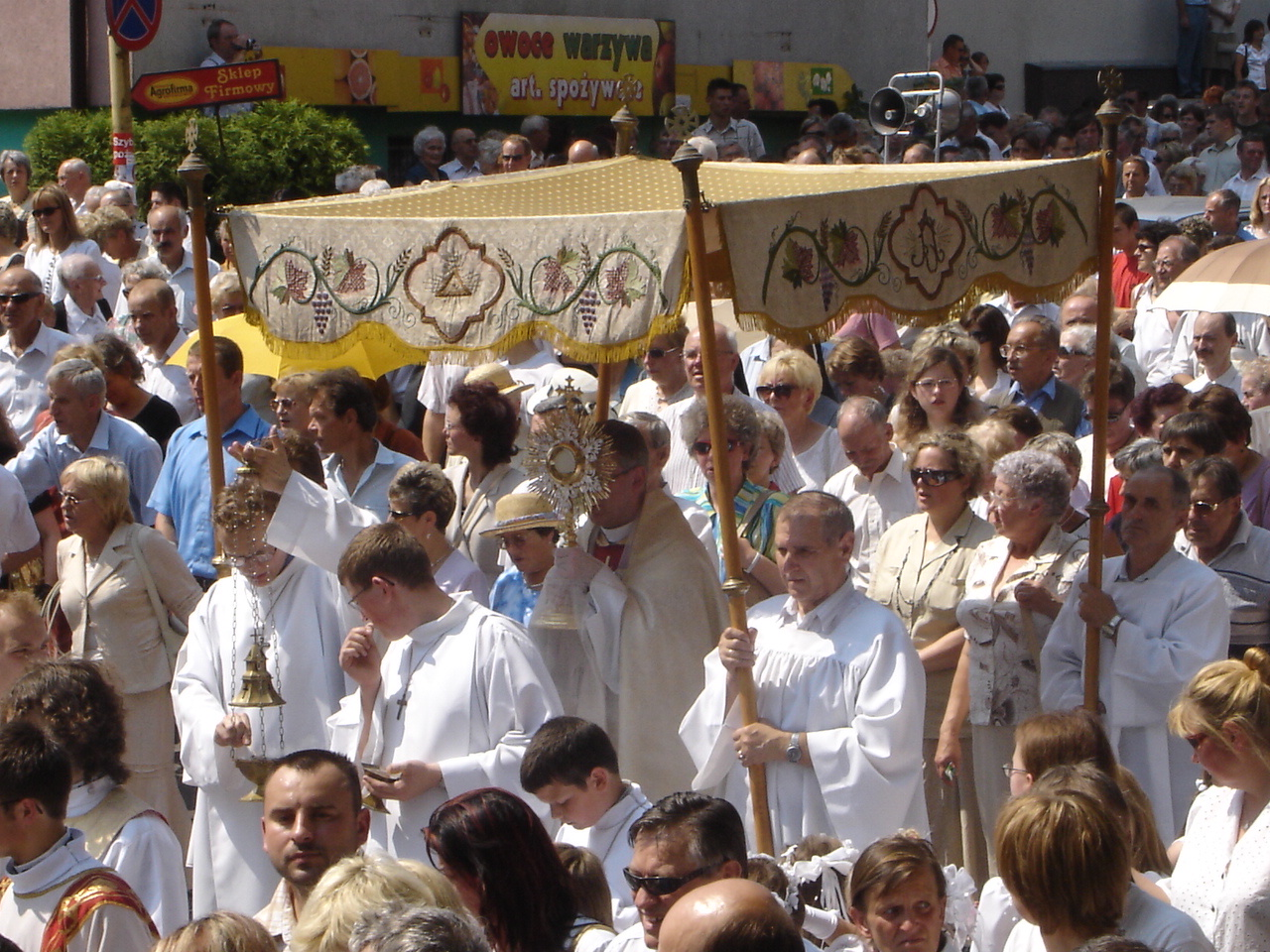
Monstrancja z Najświętszym Sakramentem

## Życiorys
Julianna urodziła się w 1193 roku w Retinne koło Liège, w tych czasach ośrodku szczególnego kultu sakramentu Eucharystii. Po śmierci rodziców wraz z siostrą została oddana pod opiekę do konwentu zakonnego – leprozorium Zgromadzenia Sióstr Świętego Augustyna w Mont Cornillon. Mając 15 lat wstąpiła do tej wspólnoty i poznała prace doktorów Kościoła św. Augustyna i św. Bernarda. W 1222 została przeoryszą klasztoru w Mont Cornillon. Tamże od szesnastego roku życia doznawała wizji mistycznych w trakcie adoracji Najświętszego Sakramentu i rozważań nad tekstem Pisma Świętego „A oto Ja jestem z wami przez wszystkie dni, aż do skończenia świata” (Mt 28, 20), których treść ujawniła w 1230 roku. Ułożyła oficjum na uroczystości „Bożego Ciała”, któremu ostateczny kształt nadał Tomasz z Akwinu. Jej zabiegi, zyskały pozytywne opinie teologów oraz duchownych i doprowadziły do ustanowienia Uroczystości Najświętszego Ciała Chrystusa (łac. Corpus Christi), jako święta adoracji Eucharystii, pogłębiania wiary, praktykowania cnót i pokuty za znieważanie Najświętszego Sakramentu. Pierwsze obchody święta odbyły się w Fosses za sprawą biskupa Liège Roberta z Thourotte w 1246 roku. Julianna po śmierci wspierającego ją przeora Gotfryda i usunięciu ze stanowiska przełożonej z pokorą podjęła dziesięcioletnią tułaczkę początkowo przebywając w samotni u Ewy z Leodium, następnie przebywała w klasztorach sióstr cysterek, na koniec której zamieszkała przy kościele św. Symforiana w Namur. Przez ostatnie lata życia była rekluzą – pustelnicą zamurowaną w swej celi. Zmarła w dniu, który przepowiedziała tj. 5 kwietnia 1258 roku w Fosses.
Za sprawą archidiakona Liège i późniejszego papieża Urbana IV bullą z 11 sierpnia 1264: Transiturus de hoc mundo Uroczystości Najświętszego Ciała Pańskiego zostały wprowadzone do całego Kościoła. Julianna z Mont Cornillon do liturgii trafiła w Lizbonie w 1565 roku, a kult zaaprobował papież Klemens VIII w 1599 r., jej kanonizacji w 1869 r. dokonał Pius IX.
Jej wspomnienie obchodzone jest w dies natalis (5 kwietnia).
Św. Julianna w ikonografii przedstawiana jest w stroju siostry augustianki, zwykle z atrybutami: monstrancją, lub kielichem mszalnym.